# Онтустик (Толебийский район)
Онтустик (каз. Оңтүстік) — село в Толебийском районе Туркестанской области Казахстана. Входит в состав Тасарыкского сельского округа. Код КАТО — 515859400.

## Население
В 1999 году население села составляло 566 человек (298 мужчин и 268 женщин). По данным переписи 2009 года, в селе проживали 453 человека (243 мужчины и 210 женщин).